# Epiblastus pteroglotta
Epiblastus pteroglotta là một loài thực vật có hoa trong họ Lan. Loài này được Gilli mô tả khoa học đầu tiên năm 1980.